# Galle (Tiermedizin)

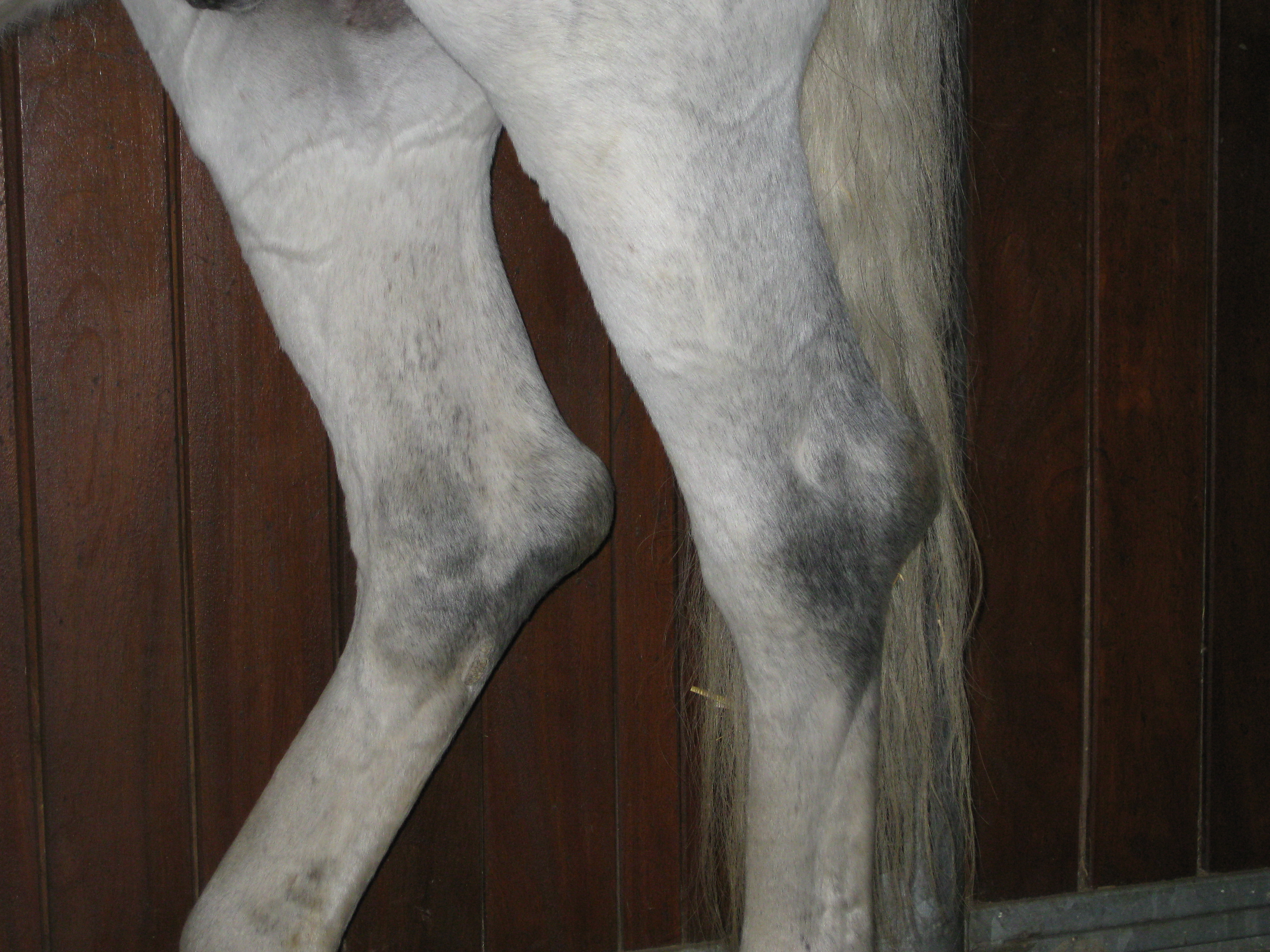
Piephacke

Galle bezeichnet in der Veterinärmedizin, vor allem in der Pferdemedizin, eine Umfangsvermehrung synovialer Strukturen (Gelenke, Sehnenscheiden, Schleimbeutel), die durch eine entzündliche Vermehrung der Synovia hervorgerufen wird. Während Gallen von Hautschleimbeuteln meist nur ein kosmetisches Problem sind, führen Anschwellungen der übrigen Strukturen auch zu Lahmheiten. Neben solchen Synoviaanschwellungen wird der Ausdruck „Galle“ für druckbedingte Entzündungen der Huflederhaut verwendet (→ Steingalle).
Je nach betroffener synovialer Struktur wird unterschieden in:
- Gelenkgalle
- Sehnenscheidengalle (Tendovaginitis)
- Schleimbeutelgalle (Bursitis)

Für einige häufiger betroffene Strukturen haben sich spezielle Bezeichnungen eingebürgert:
- Eiergalle: Anschwellung des Schleimbeutels am Fersenbeinhöcker (Bursa subtendinea calcanea)
- Genickbeule (Talpa): Anschwellung des Schleimbeutels zwischen Nackenband und Atlas (Bursa subligamentosa nuchalis cranialis). Bei chronischem Bestehen kann es zu einer Nackenbandverkalkung kommen.
- Knieschwamm: Anschwellung des Hautschleimbeutels vorn an der Vorderfußwurzel (Bursa subcutanea precarpalis)
- Kreuzgalle (Sprunggelenkgalle): Anschwellung des Sprunggelenks
- Kurbengalle: Anschwellung der gemeinsamen Sehnenscheide von Musculus flexor digitorum lateralis und Musculus tibialis caudalis
- Liegebeule: Anschwellung des Schleimbeutels unter dem Ansatz des Musculus biceps femoris am Condylus lateralis des Oberschenkelknochens (Bursa subtendinea musculi bicipitis femoris)
- Piephacke: Anschwellung des Hautschleimbeutels am Fersenbein (Bursa subcutanea calcanea)
- Sprunggelenkbeugesehnengalle: Anschwellung der Sehnenscheide des Musculus tibialis cranialis
- Stollbeule: Anschwellung des Hautschleimbeutels am Ellenbogenhöcker (Bursa subcutanea olecrani)

Die Behandlung richtet sich danach, ob eine infektiöse oder nichtinfektiöse Entzündung vorliegt. Sie erfolgt wie bei der Bursitis in der Humanmedizin.